# 広瀬真一
広瀬 真一（ひろせ しんいち、1913年1月25日 - 1986年1月20日）は、日本の官僚、経営者。運輸事務次官や、日本通運社長、会長を務めた。「日通中興の祖」と呼ばれた。

## 経歴・人物
新潟県柏崎市出身。1938年に東京帝国大学法科を卒業し、同年に鉄道省に入省し、同期に若狭得治がいた。運輸省鉄道管理局国有鉄道部長、鉄道管理局長などを経て、1964年6月に運輸事務次官に就任した。1968年をもって退官し、地元新潟県選挙区で参議院選挙に自由民主党公認で出馬したが、落選した。1968年11月に日本通運専務に就任し、日通事件で揺れていていた会社の立て直しに尽力していた。1972年に副社長に就任し、1976年に社長に就任した。社長在任中は宅配便事業の拡大、国内でのトラック輸送部門の拡大、国際化の強化を推進し、日通を総合物流会社に育て上げた。1983年6月に会長に就任した。
日野自動車工業取締役、第一ホテル取締役、日本航空監査役、朝日生命保険監査役なども歴任した。
1986年1月20日肺がんのために東京都内の病院で死去。72歳没。